# Break dance en los Juegos Olímpicos de París 2024
Los eventos de Breaking en los Juegos Olímpicos de París 2024 se llevaron a cabo el 9 y 10 de agosto de 2024 en el parque urbano de la Plaza de la Concordia de París, Francia.
Esta es la primera vez que una disciplina de dancesport entra en el programa olímpico, aunque ya fue presentada en los Juegos Olímpicos de la Juventud de 2018, en Buenos Aires, Argentina.

## Eventos
Hay dos eventos o competiciones planificadas individuales, una masculina y otra femenina. Cada participante se enfrentará en cada torneo entre sí, serán 16 varones y 16 mujeres que lucharán en duelos en solitario cara a cara. Entre los criterios para participar están que los B-Boys y B-Girls deben haber nacido antes del 31 de diciembre de 2008.
Los dos mejores breakers de cada grupo, en función del número de rondas ganadas, pasarán a cuartos de final. Los cuartos de final, las semifinales y la final serán eliminatorias a tres rondas.

## Organización

### Criterios de calificación
Treinta y dos atletas califican para las competencias masculina y femenina, un máximo de dos por género y por país. Entre los eventos clasificatorios para los eventos olímpicos se encuentran los Campeonatos Mundiales de 2023, los Campeonatos Continentales de 2022/2023 y las series de clasificación olímpica.
El país anfitrión, Francia, tiene una invitación por género si ninguno de sus representantes ha calificado por los medios mencionados anteriormente.
La lista final se cerrará el 8 de julio de 2024.
| Modo de clasificación           | Fecha                                 | Localización             | Asientos |
| ------------------------------- | ------------------------------------- | ------------------------ | -------- |
| País anfitrión                  | NC                                    | NC                       | 1        |
| Campeonato Mundial WDSF 2023    | 23-24 de septiembre de 2023           | Lovaina, Bélgica         | 1        |
| Campeonatos africanos           | Por definir                           | Por definir              | 1        |
| Juegos Asiáticos 2022           | 23 de septiembre-8 de octubre de 2022 | Hangzhou, China          | 1        |
| Juegos Europeos 2023            | 21 de junio-2 de julio de 2022        | Cracovia, Polonia        | 1        |
| Campeonatos de Oceanía          | Por definir                           | Por definir              | 1        |
| Juegos Panamericanos 2023       | 20 de octubre-5 de noviembre de 2023  | Santiago de Chile, Chile | 1        |
| Serie de clasificación olímpica | Por definir                           | Por definir              | 7        |
| Invitaciones                    | NC                                    | NC                       | 2        |
| Total                           | Total                                 | Total                    | 32       |

### Recinto de la competencia
El lugar escogido para realizar los eventos de esta disciplina es el parque urbano de La Concordia, ubicado en el VIII Distrito de París, en el comienzo de los Campos Elíseos.

### Calendario
| Prueba  | Prueba  | viernes 9 de agosto | viernes 9 de agosto | viernes 9 de agosto | viernes 9 de agosto | sábado 10 de agosto | sábado 10 de agosto | sábado 10 de agosto | sábado 10 de agosto |
| ------- | ------- | ------------------- | ------------------- | ------------------- | ------------------- | ------------------- | ------------------- | ------------------- | ------------------- |
| B-Girls | B-Girls | q                   | 16:00-18:00         | F                   | 20:00-22:00         |                     |                     |                     |                     |
| B-Boys  | B-Boys  |                     |                     |                     |                     | q                   | 16:00-18:00         | F                   | 20:00-22:00         |

## Medallistas
| Evento  | Oro         | Plata     | Bronce |
| ------- | ----------- | --------- | ------ |
| B-Girls | Ami         | Nicka     | 671    |
| B-Boys  | Phil Wizard | Dany Dann | Victor |

## Apéndices
- Datos: Q113557781
- Multimedia: Breaking at the 2024 Summer Olympics / Q113557781